# St. Marien (Witten)

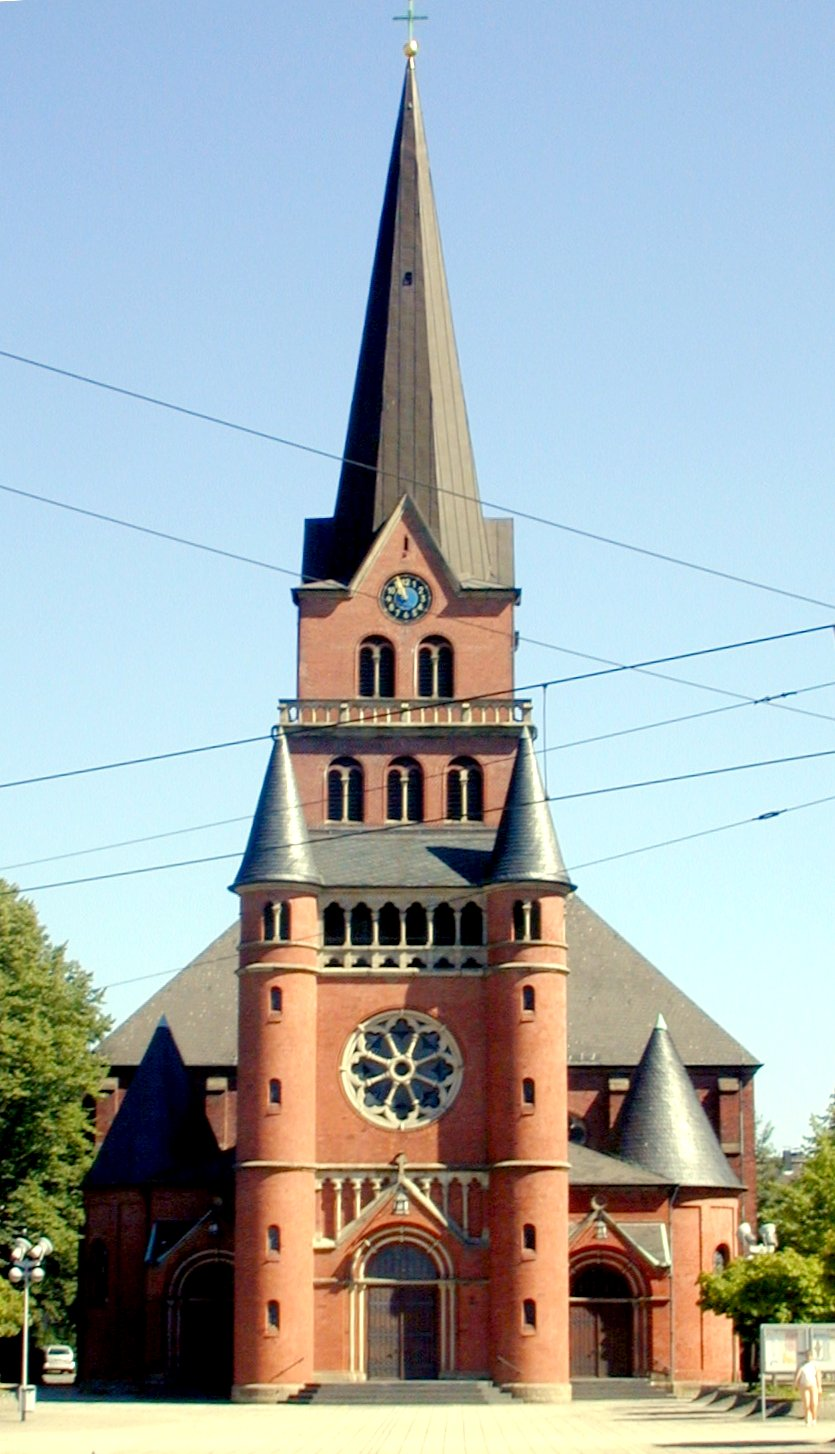
St. Marien

Die Kirche St. Marien, lokal häufig auch Marienkirche genannt, ist ein denkmalgeschütztes römisch-katholisches Kirchengebäude in Witten im Ennepe-Ruhr-Kreis in Nordrhein-Westfalen.

## Geschichte
Die Kirche wurde in den 1840er Jahren nach Plänen des Kölner Dombaumeisters Ernst Friedrich Zwirner erbaut. Sie ist eine dreischiffige Basilika im neuromanischen Stil. Entgegen der ursprünglichen Planung wurde sie mit einem mächtigen Glockenturm und Deckengewölben im Inneren errichtet. Der Grundstein wurde 1846 gelegt, während die Bauarbeiten der Kirche bereits im Gange waren. 1872 bis 1891 wurde die Kirche von den Altkatholiken benutzt. Die katholische Kirchengemeinde errichtete an der Kreuzung Hauptstraße-Ardeystraße eine neue Holzkirche als Notkirche.
Die Kirche wurde 1907 erstmals farbig ausgemalt. In den 1920er Jahren entstand eine vollständige Neuausmalung; die Gewölbe wurden mit einem Sternenhimmel gestaltet. In der Kuppel wurde eine thronende Christusfigur mit flankierenden Engeln gemalt. Die Malereien gingen bei der schweren Beschädigung der Kirche im Zweiten Weltkrieg unter. Im Jahr 1982 wurden sie zum Teil rekonstruiert.

## Ausstattung
Die heutige Ausstattung, insbesondere Altar, Taufbecken, Tabernakel und Leuchter, stammt weitgehend aus den 1970er Jahren und wurde von dem Bildhauer Josef Baron (Hemmerde) gestaltet. Von dem ursprünglichen neuromanischen Hochaltar sind in der Kirche nur noch zwei geschnitzte Holztafeln vorhanden.

### Marienorgel
Die Orgel wurde 2009 von dem Orgelbauer Siegfried Schmid erbaut. Das Instrument ist im deutsch-romantischen Stil disponiert. Es hat 58 Register auf vier Manualwerken und Pedal. Neben dem Schwellwerk (III. Manual) sind auch das Positiv und das Hochdruckwerk (II. und IV. Manual) schwellbar angelegt. Die Spieltrakturen sind mechanisch, die Registertrakturen sind elektrisch. Ein zweiter Spieltisch steht im Kirchenschiff.
| I Hauptwerk C–c4 |                |        |
| 01.              | Violon         | 16′    |
| 02.              | Bourdon        | 16′    |
| 03.              | Principal      | 08′    |
| 04.              | Bourdon        | 08′    |
| 05.              | Doppelflöte    | 08′    |
| 06.              | Gamba          | 08′    |
| 07.              | Octav          | 04′    |
| 08.              | Rohrflöte      | 04′    |
| 09.              | Superoctav     | 02′    |
| 10.              | Mixtur maior 0 | 02 ⁄3′ |
| 11.              | Mixtur minor   | 01′    |
| 12.              | Tuba           | 16′    |
| 13.              | Trompete       | 08′    |

| II Schwell-Positiv C–c4 |                      |         |
| 14.                     | Gedackt              | 16′     |
| 15.                     | Hornprincipal        | 08′     |
| 16.                     | Rohrflöte            | 08′     |
| 17.                     | Salicional           | 08′     |
| 18.                     | Unda maris           | 08′     |
| 19.                     | Praestant            | 04′     |
| 20.                     | Traversflöte         | 04′     |
| 21.                     | Quintflöte           | 02 ⁄3′  |
| 22.                     | Flageolet            | 02′     |
| 23.                     | Terzflöte            | 01 3⁄5′ |
| 24.                     | Progressiv-Harmonika | 02 ⁄3′  |
| 25.                     | Waldhorn             | 08′     |
| 26.                     | Clarinette           | 08′     |
|                         | Tremulant            |         |

| III Schwellwerk C–c4 |                     |        |
| 27.                  | Violoncello         | 16′    |
| 28.                  | Geigenprinzipal     | 08′    |
| 29.                  | Nachthorn           | 08′    |
| 30.                  | Lieblich Gedackt    | 08′    |
| 31.                  | Viola               | 08′    |
| 32.                  | Aeoline             | 08′    |
| 33.                  | Vox coelestis       | 08′    |
| 34.                  | Fugara              | 04′    |
| 35.                  | Concertflöte        | 04′    |
| 36.                  | Violine             | 04′    |
| 37.                  | Piccolo             | 02′    |
| 38.                  | Harmonia Aethera    | 02 ⁄3′ |
| 39.                  | Bombarde            | 16′    |
| 40.                  | Trompete harmonique | 08′    |
| 41.                  | Oboe                | 08′    |
| 42.                  | Clairon harmonique  | 04′    |
|                      | Tremulant           |        |

| IV Hochdruckwerk C–c4 |                    |    |
| 43.                   | Marienflöte        | 8′ |
| 44.                   | Stentorgambe       | 8′ |
| 45.                   | Cornett            | 8′ |
| 46.                   | Tuba mirabilis     | 8′ |
|                       | Röhrenglockenspiel |    |

| Pedalwerk C–g1 |                                |     |
| 47.            | Bourdon (Ext. Nr. 50)          | 32′ |
| 48.            | Principalbaß (Ext. Nr. 52)     | 16′ |
| 49.            | Contrabaß (Ext. Nr. 54)        | 16′ |
| 50.            | Subbaß                         | 16′ |
| 51.            | Salicetbaß (= Nr. 14)          | 16′ |
| 52.            | Octavbaß                       | 08′ |
| 53.            | Gedacktbaß (Ext. Nr. 50)       | 08′ |
| 54.            | Cello                          | 08′ |
| 55.            | Choralbaß                      | 04′ |
| 56.            | Contrabombarde (Ext. Nr. 57) 0 | 32′ |
| 57.            | Posaune                        | 16′ |
| 58.            | Trompete                       | 08′ |

- Koppeln:
  - Normalkoppeln: II/I, III/I, III/II, IV/I, IV/II, IV/III, I/P, II/P, III/P, IV/P
  - Suboktavkoppeln: I/I, II/I, II/II, III/II, III/III, IV/I, IV/II, IV/III, IV/IV
  - Superoktavkoppeln: I/I, II/I, II/II, III/II, III/III, IV/I, IV/II, IV/III, IV/IV, I/P, II/P, III/P, IV/P
  - Quintkoppel Pedal

### Glocken
Bereits 1850 erhielt die Marienkirche ihr erstes, dreistimmiges Bronzegeläut. Das heutige, fünfstimmige Geläut wurde 1955 von der Glockengießerei Petit & Edelbrock (Gescher) gegossen.
| Nr. | Name     | Masse (kg) | Ø (cm) | Schlagton | Inschrift |
| --- | -------- | ---------- | ------ | --------- | --- |
| 1   | Marien   | 5.250      | 202    | gis0      | „AUXILIUM+CHRISTIANORUM+ORA+PRO+NOBIS“ – „Du Hilfe der Christen, bitte für uns“. |
| 2   | Josef    | 3.022      | 167    | h0        | „SANCTE+JOSEPHE+PATRONE+MORIENTIUM+ORA+PRO+NOBIS“ – „Heiliger Josef, Patron der Sterbenden, bitte für uns“. „IN+PIAM+MEMORIAM+MORTUORUM+BELLI+1939-1945+IM PRIMIS+DIEI+ 19. MARTI 1945“ – „Zum ehrenden und frommen Gedenken an die Toten des Krieges 1939-45, insbesondere derer des 19. März 1945“.  |
| 3   | Johannes | 2.090      | 147    | cis1      | „PATRONE PRIMAE ECCLESIAE URBIS NOSTRAE, UT OMNIUM FIDELIUM MENTES DIRIGANTUR IN VIAM SALUTIS AETERNAE, SANCTE JOANNES, ORA PRO NOBIS“ – „Du Patron der ersten Kirche unserer Stadt, dass das Trachten aller Gläubigen auf den Weg des ewigen Heiles gerichtet sei, heiliger Johannes, bitte für uns“. |
| 4   | Liborius | 1.449      | 131    | dis1      | „LIBORI, PASTOR OPTIME, NOS FAC SANCTIS MORIBUS AD REGNA SANCTA CURRERE“ – „Liborius, du bester Hirt, lass uns durch ein heiliges Leben zum Reich Gottes gelangen“. |
| 5   | Pius X   | 822        | 109    | fis1      | „OMNIA INSTAURARE IN CHRISTO“ – „Alles in Christus erneuern“. |